# 文恩娥
文恩娥（韓語：문은아），韓國電視劇編劇。參與KBS第12屆劇本公募，憑《6號人體模型，英熙》獲得佳作，並成為其出道作。

## 作品

### 電視劇
- 1999年：KBS2《日曜Best（朝鲜语：일요베스트）－6號人體模型英熙（朝鲜语：6번 마네킨 영희）》
- 2000年：KBS2《日曜Best－都市的巴士》
- 2000年：KBS2《Drama City（朝鲜语：KBS 드라마시티）－同時上映》
- 2000年：KBS2《Drama City－郊遊》
- 2001年：KBS2《學校4（朝鲜语：학교 4 (드라마)）》
- 2003年：KBS2《Drama City－捕鼠器》
- 2005年：KBS2《她回來了》
- 2006年：KBS2《Drama City－Shocking Love》
- 2006年：KBS2《Drama City－讓我瘋狂的女子》
- 2006年：KBS2《歐巴桑向前衝》
- 2008年：KBS1《你是我的命運》
- 2010年：KBS1《笑吧！東海》
- 2012年：SBS《我的愛蝴蝶夫人》
- 2017年：KBS2《沒有名字的女人》
- 2019年：KBS2《左撇子妻子》

## 外部連結
- 官方网站